# Negatief-binomiale verdeling
In de kansrekening is de negatief-binomiale verdeling een discrete kansverdeling die de kansen geeft op de benodigde aantallen onafhankelijke pogingen met steeds kans {\displaystyle p} op succes, om een vastgelegd aantal successen {\displaystyle m} te behalen.
In een serie onafhankelijke bernoulli-pogingen met succeskans {\displaystyle p} is bij het wachten op het eerste succes het benodigde aantal experimenten geometrisch verdeeld. Gaat men door tot men {\displaystyle m} successen heeft, dan is het aantal benodigde experimenten, {\displaystyle N}, een stochastische variabele met als verdeling de negatief-binomiale verdeling, waarvan de kansfunctie voor {\displaystyle n=m,m+1,m+2,m+3,\ldots } gegeven wordt door:
{\displaystyle P(N=n)={\tbinom {n-1}{m-1}}p^{m}(1-p)^{n-m}}
Eenvoudig is in te zien dat deze kans ontstaat doordat er m successen moeten zijn, elk met kans {\displaystyle p}, en van de {\displaystyle n-1} pogingen die aan het laatste succes voorafgaan er {\displaystyle n-m} mislukkingen, elk met kans {\displaystyle 1-p}. De binomiaalcoëfficiënt geeft het aantal mogelijkheden voor de verdeling van de {\displaystyle m-1} successen over de {\displaystyle n-1} pogingen voorafgaand aan de laatste.

## Voorbeeld
Beschouw een gewone dobbelsteen, die herhaaldelijk geworpen wordt tot voor de 10e keer "1" verschijnt. Het benodigde aantal worpen is negatief-binomiaal verdeeld met parameters {\displaystyle m=10} en succeskans {\displaystyle p=1/6}, en waardenbereik {10, 11, 12, ...}.

## Verwachtingswaarde en variantie
De verwachtingswaarde {\displaystyle \operatorname {E} N} en de variantie {\displaystyle \mathrm {var} (N)} van een negatief-binomiaal verdeelde stochastische variabele {\displaystyle N} met parameters {\displaystyle m} en {\displaystyle p} zijn:
{\displaystyle \operatorname {E} (N)={\frac {m}{p}}}
{\displaystyle \mathrm {var} (N)=m{\frac {1-p}{p^{2}}}}

## Speciaal geval
De geometrische verdeling is een speciaal geval van de negatief-binomiale verdeling, met parameter m = 1.